# Тед Търнър
Робърт Едуард Търнър III (на английски: Robert Edward Turner III), известен като Тед Търнър (Ted Turner), е американски медиен магнат и филантроп. Известен е най-вече с откриването на Си Ен Ен, с проваления си брак с Джейн Фонда и с дарението си от 1 милиард долара на ООН.

## Биография
Роден е на 19 ноември 1938 г. в Синсинати. Медийната му империя започва от рекламния бизнес на баща му. Със закупуването на радиостанция на УКВ от Атланта започва изграждането на „Търнър Броудкастинг Систъм“. Неговият канал Си Ен Е. е революция в телевизионните новини. Той отразява катастрофата на совалката „Чалънджър“ през 1986 г. и Войната в Персийския залив през 1991 г.
Интересни събития от живота му са изключването от университета Браун и спечелването на Купата на Америка през 1977 годи г.
Той купува „Атланта Брейвс“ и „Атланта Хоукс“ през 1976 г. и създава Игрите на добра воля през 1985 г. Отношенията му с „Атланта Брейвс“ не са много добри до успеха на тима през 1990 г. Търнър е един от най-работещите с отбора си собственици, като най-далеч стига, когато дава почивен ден на мениджъра на отбора, за да върши неговата работа. За това си преживяване Търнър казва: „Да си мениджър не е толкова трудно, просто трябва да се справиш по-добре от другия.“
През 1989 г. Търнър създава „Задруга на Търнър за утрешния ден“, с която да награди фантастична книга, предлагаща позитивни решения на глобални проблеми. Победителят, избран измежду 2500 участници от цял свят, е романът на Даниел Куин „Измаел“. На следващата година Тед Търнър основава федерация „Търнър“.
На 22 септември 1995 г. „Търнър Бродкастинг Систъм“ съобщава плановете си за сливане с „Тайм Уорнър“. Сливането приключва на 10 октомври 1996 г., като Търнър става вицепрезидент, ръководител на отдела на „Тайм Уорнър“ за кабелна телевизия. На 10 януари 2000 г. „Тайм Уорнър“ съобщават планове за сливане с AOL като „AOL Тайм Уорнър“. Това сливане приключва на 11 януари 2001 г. На 29 януари 2003 г. „AOL Тайм Уорнър“ обявяват, че Търнър напуска поста на вицепрезидент.